# Synagoge Rykestraße

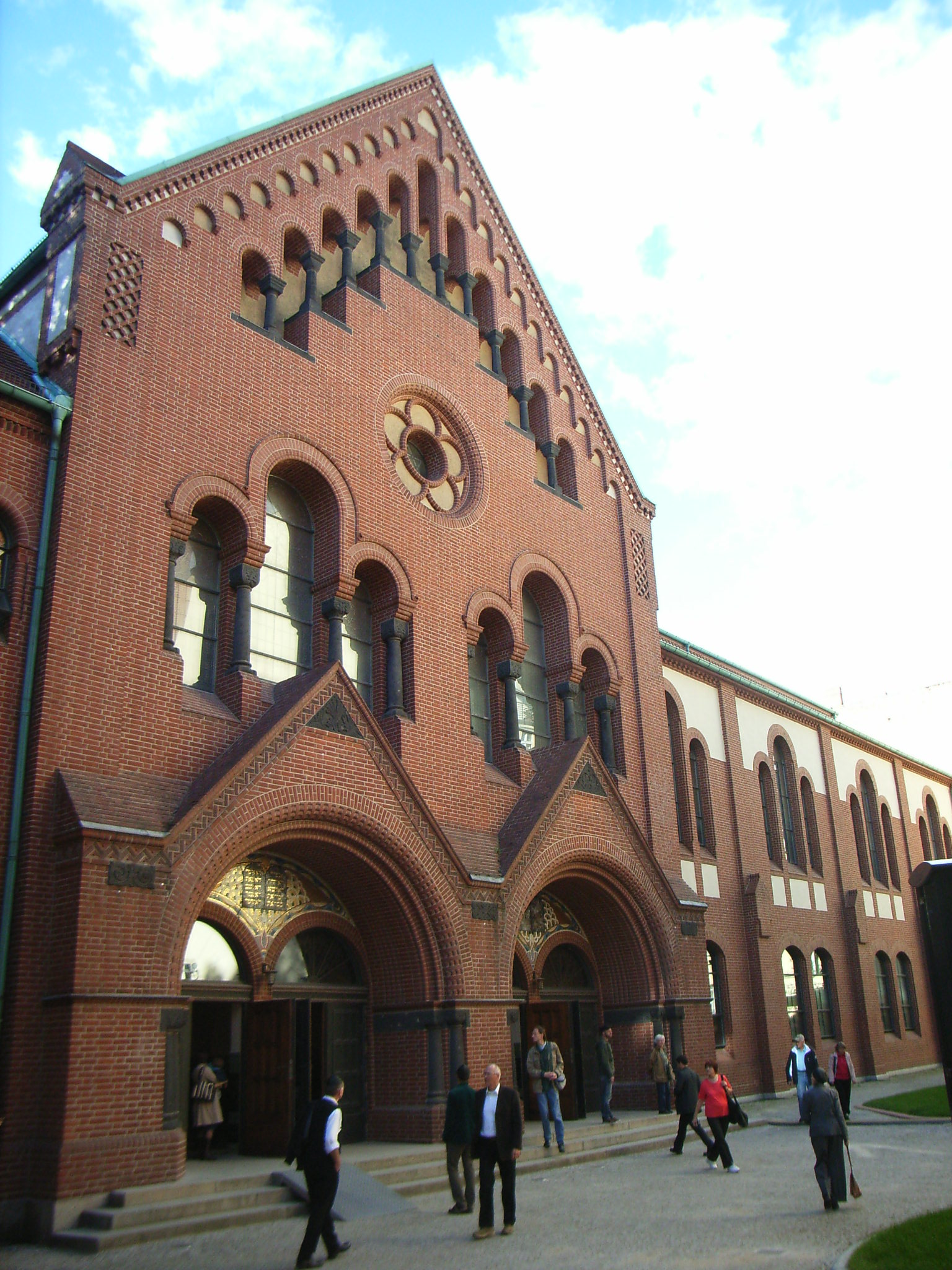
Ostseite der Synagoge mit Haupteingang

Die Synagoge Rykestraße befindet sich im Berliner Ortsteil Prenzlauer Berg (Bezirk Pankow) im sogenannten Kollwitzkiez.
Seit ihrer Wiedereinweihung 1953 ist sie die größte Synagoge Deutschlands. Gegenwärtig bietet der Betraum Platz für 1200 Gemeindemitglieder.

## Geschichte

### Planungen und Anfänge
Obwohl in der Rykestraße direkt kein Zentrum der jüdischen Ansiedlung war, steht die Straße wegen der Synagoge für das ehemalige blühende Leben in der Berliner Gemeinde. Die jüdische Gemeinde Berlins errichtete dort eine Synagoge, da durch den Zuzug vor allem osteuropäischer Juden im Nordosten Berlins ein weiteres Gotteshaus neben der Neuen Synagoge erforderlich wurde. An der Synagoge begannen die Trauerzüge, welche bei Beerdigungen über den Judengang vom Kollwitzplatz zum jüdischen Friedhof an der Schönhauser Allee führten.
Das Gebäude der Synagoge wurde 1903/04 nach Entwürfen des Architekten Johann Hoeniger im neo-romanischen Stil errichtet. Vorausgegangen war ein aufwändiges Genehmigungsverfahren. Die Einweihung fand nach zehn Monaten Bauzeit am 4. September 1904 gerade rechtzeitig zu den Hohen Feiertagen des Jahres 5665 statt. Auf den Einbau einer Orgel wurde angesichts der Differenzen in der jüdischen Gemeinde verzichtet, jedoch wurde beim Bau ein zukünftiger Standort eingeplant. Noch im Jahr der Einweihung wurde im Vorderhaus die VI. Religionsschule der Jüdischen Gemeinde mit bis zu 500 Schülern eingerichtet. Im Jahr 1926 öffnete der jüdische Schulverein die III. Private Volksschule der jüdischen Gemeinde in dem Gebäude, nachdem sich dort bereits seit 1922 eine Grundschule befunden hatte.
Prenzlauer Berg galt bis 1938 als Zentrum jüdischen Lebens.

### Zeit des Nationalsozialismus

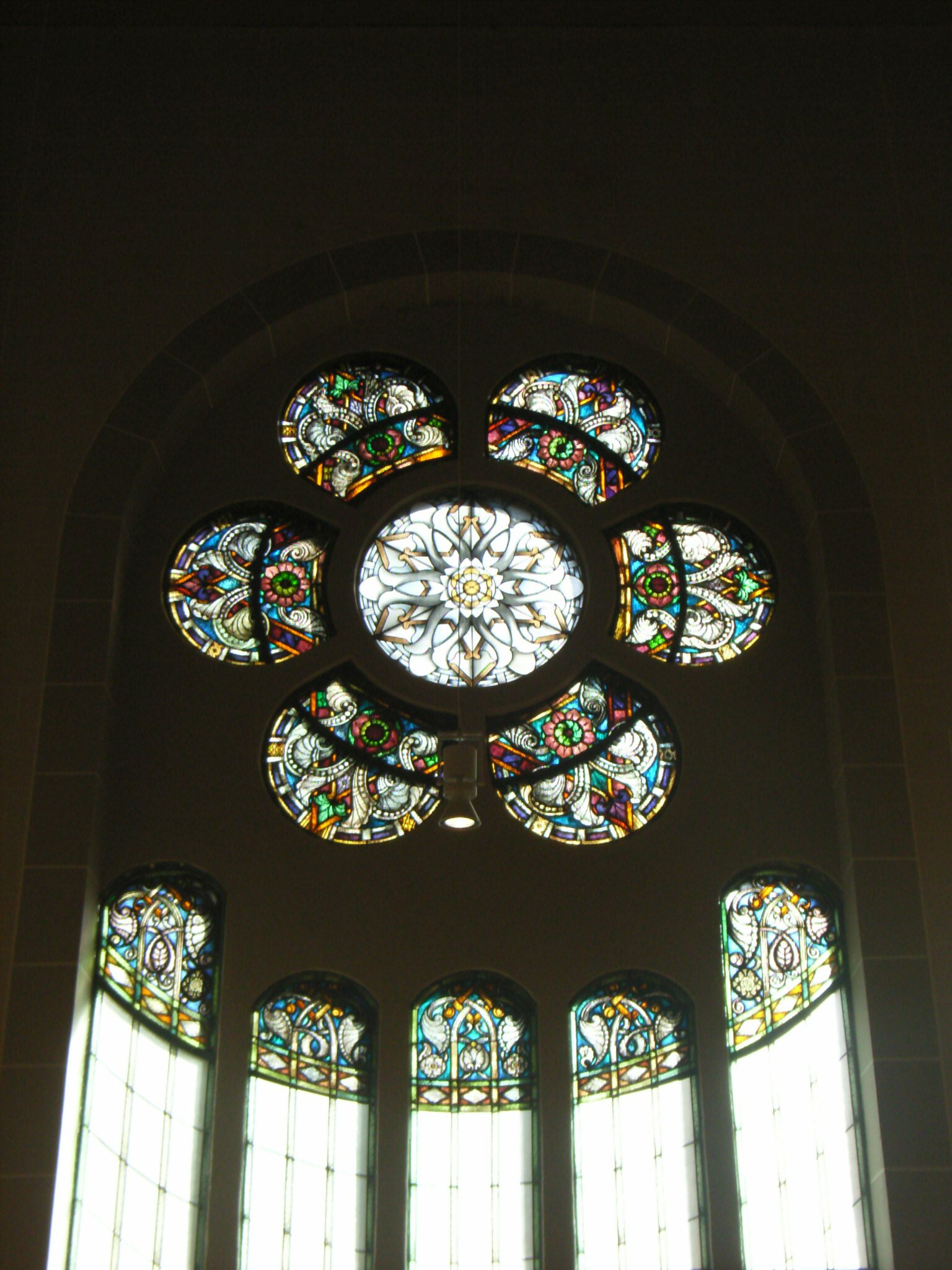
Rosettenfenster in der Südseite

Obwohl das jüdische Leben durch das NS-Regime öffentlich zum Erliegen kam, wuchs das Bedürfnis nach jüdischen Veranstaltungen, dem in der Synagoge Rykestraße so lange wie möglich Rechnung getragen wurde. Dafür wurde auch die Grundschule erweitert. Eine Traditionalisierung setzte 1934 ein, als für den Freitagabend eine neue Liturgie eingeführt wurde – zwei Jahre später auch für Samstagvormittag.
Die Synagoge stand auf dem Hof des zur Straße nur schmalen Grundstückes in einer typischen innerstädtischen Wohnlage in Berlin, was während der Pogromnacht 1938 eine vollständige Zerstörung verhinderte. Nachbargrundstücke sollten durch eine Zerstörung nicht gefährdet werden. Jedoch wurde das Innere der Synagoge geschändet, Rabbiner und Gemeindemitglieder wurden in das KZ Sachsenhausen deportiert.
Nachdem im April 1940 der letzte Gottesdienst stattgefunden hatte, wurde die Synagoge nach der Konfiszierung durch die Heeresstandortverwaltung ab Mai 1940 als Depot und Pferdestall missbraucht. Die III. Volksschule im Vorderhaus wurde nach den Sommerferien 1941 für die deutsche Feldpost beschlagnahmt und zwangsweise geschlossen. Die verbliebenen Schüler konnten noch bis zur Zwangsschließung aller jüdischen Schulen am 30. Juni 1942 in verschiedenen Ausweichquartieren der jüdischen Gemeinde unterrichtet werden.
Nach der Befreiung Deutschlands vom NS-Regime durch die Alliierten wurden im Vorderhaus der Synagoge zeitweise Juden aus Osteuropa untergebracht (Displaced Persons), die das Regime überlebt hatten. Am 29. Juli 1945 wurde durch den Rabbiner Martin Riesenburger das erste Paar nach dem Holocaust getraut.

### Zeit der DDR
Als einzige erhaltene Synagoge in Ost-Berlin wurde sie nach einer umfangreichen Renovierung am 30. August 1953 durch Riesenburger wieder geweiht. Nach dem Bau der Berliner Mauer diente sie der Ost-Berliner jüdischen Gemeinde als Synagoge und wurde zum Zentrum des Judentums der DDR. Im Jahr 1961 hatte die Gemeinde noch 3000 Mitglieder. 1966 starb Riesenburger. Seither war man auf externe Rabbiner angewiesen. Kantor der Gemeinde war von 1966 bis 2016 Oljean Ingster. Um 1990 zählte die Gemeinde nur etwa 200 Mitglieder.
Neben einer Renovierung im Jahr 1953 gab es eine weitere im Jahr 1957. Wegen größerer Sturmschäden wurden zwischen 1967 und 1978 weitere Renovierungen notwendig.

### Nach der Wiedervereinigung

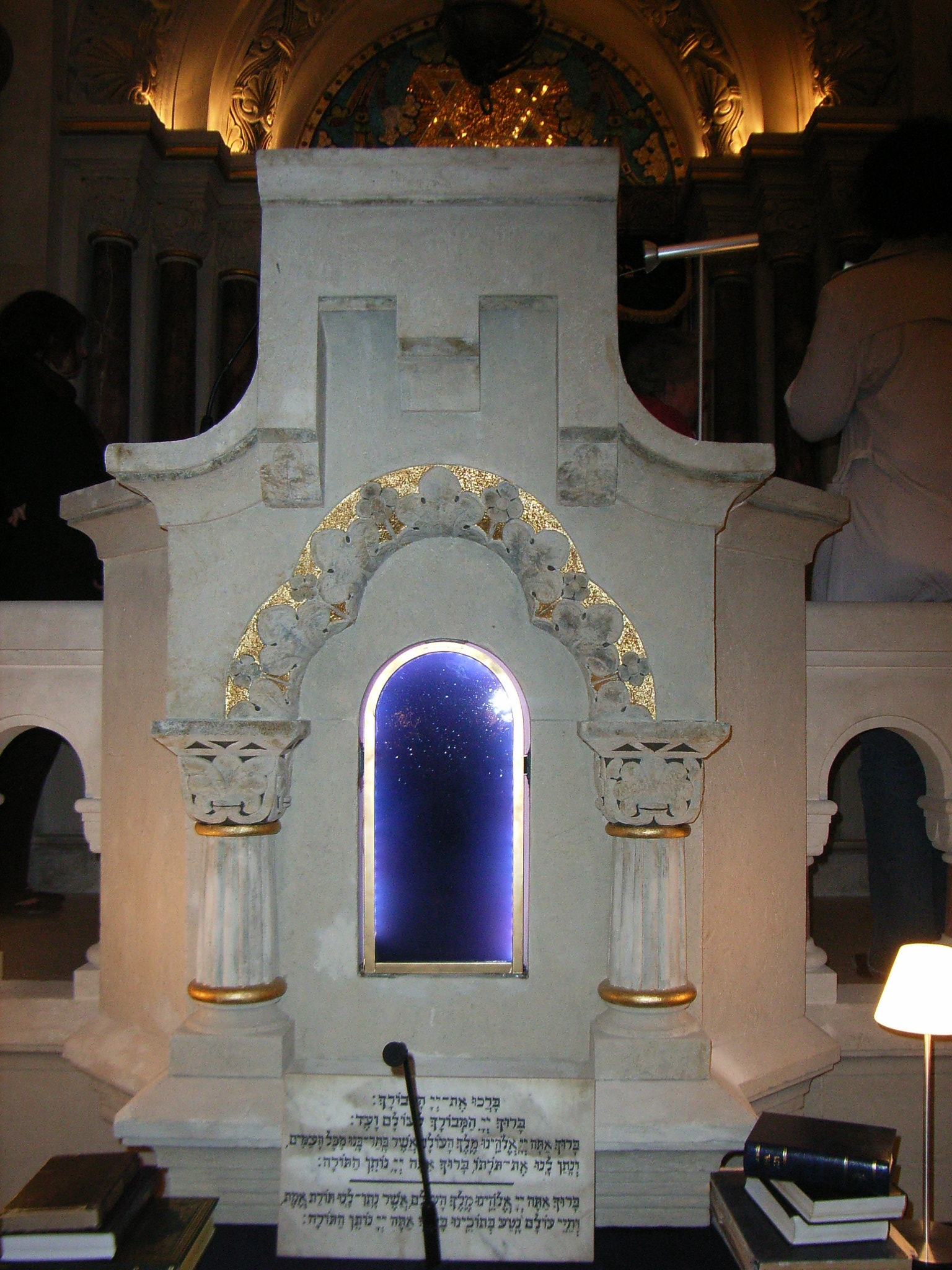
Kanzel und Lesepult

Seit 1999 befindet sich in der ehemaligen Grundschule das Lehrhaus der Ronald S. Lauder Foundation, deren Aufgabe die Förderung jüdischen Lebens in Mittel- und Osteuropa ist.
Eine Fenster- und Türsanierung wurde in den Jahren 2000 bis 2003 vorgenommen.
Das 100. Jubiläum am 12. September 2004, zu dem der Vorsitzende der Jüdischen Gemeinde Berlin Albert Meyer lud, wurde zu einem beachtlichen Ereignis, an dem auch Bundespräsident Horst Köhler, der israelische Botschafter Schimon Stein und Berlins Regierender Bürgermeister Klaus Wowereit teilnahmen.

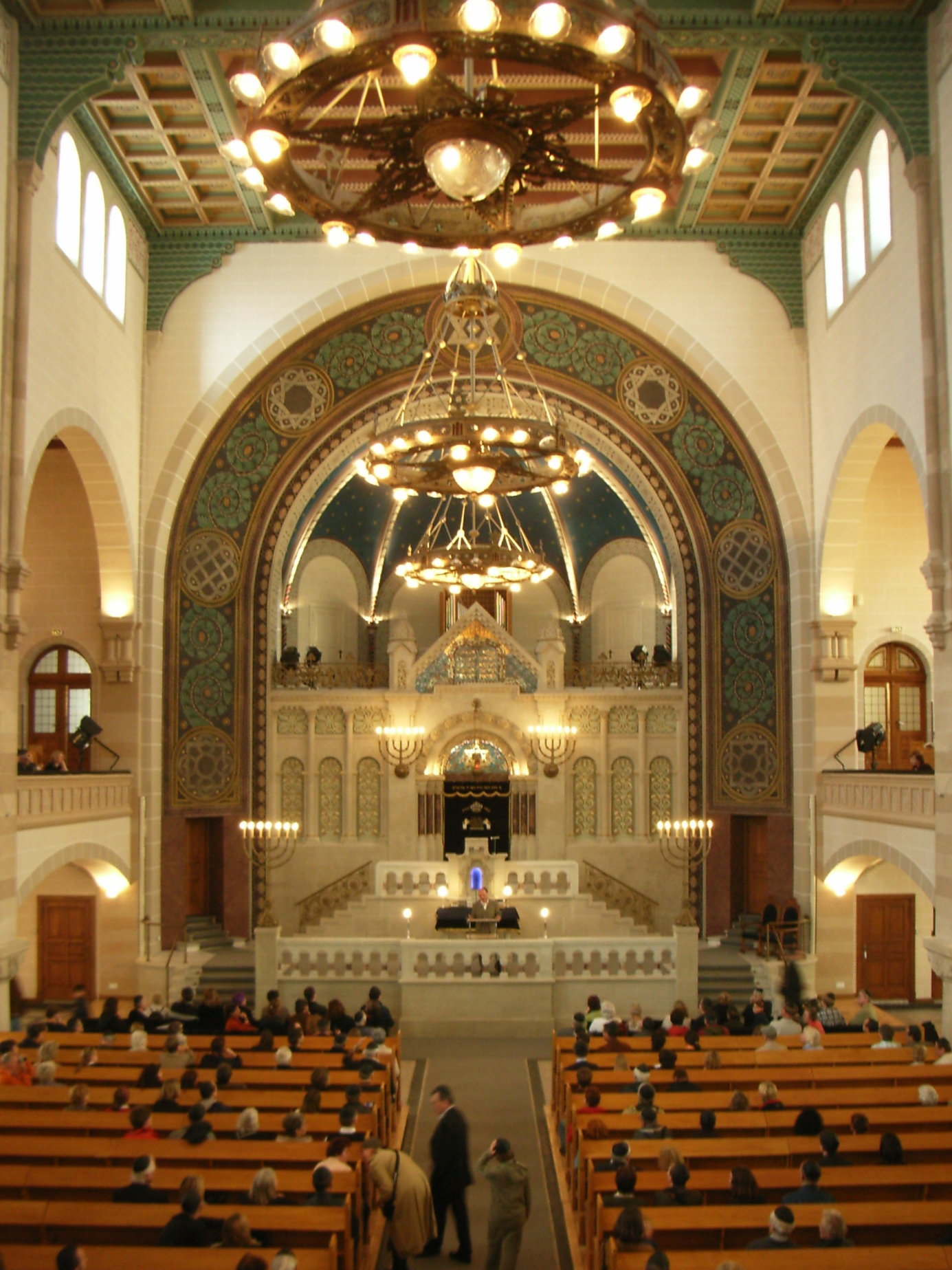
Hauptschiff

2004 sollte in der Synagoge die Übergabe des Moses-Mendelssohn-Preises stattfinden. Da die für ihr Engagement geehrte Preisträgerin Hilde Schramm, Gründerin der Stiftung „Zurückgeben“, die in Deutschland lebende jüdische Künstlerinnen und Wissenschaftlerinnen fördert, die Tochter Albert Speers ist, wurde dies jedoch abgelehnt.
Architekten für etwa dreijährige Umbaumaßnahmen bis 2007 waren Ruth Golan und Kay Zareh. Es wurde viel Wert darauf gelegt, sich dem Originalzustand von 1904 wieder anzunähern. Hierbei ergaben sich Schwierigkeiten, da der Originalzustand kaum mehr zu erkennen war. So war das Gebäude Anfang der 1990er Jahre innen noch braun und weiß, eiserne Leuchter waren zwischenzeitlich mit Goldfarbe lackiert worden. Die Außensanierung förderte der Berliner Senat mit 2,3 Mio. Euro, für die Innenrestaurierung gab es weitere 3,1 Mio. Euro aus Lottomitteln.
Am 31. August 2007 wurde die Synagoge zeitgleich zum Beginn der Jüdischen Kulturtage wieder eröffnet. An der Eröffnung nahmen unter anderem Bundesinnenminister Wolfgang Schäuble und Charlotte Knobloch, Präsidentin des Zentralrats der Juden in Deutschland, teil. Der kommunistische Widerstandskämpfer gegen das NS-Regime Günter Nobel, Vorstandsmitglied des Jüdischen Kulturvereins Berlin, verstarb während der Eröffnungsfeier.
2008 wurde die Lauder Beth-Zion Schule im Vorderhaus der Synagoge eröffnet.

## Gemeindeleben
Die Synagoge Rykestraße war neben der Alten Synagoge (Heidereuthergasse) und der Synagoge Kaiserstraße die dritte Gemeindesynagoge, die seit ihrer Inbetriebnahme im „Alten Ritus“, also ohne Orgel und gemischten Chor, betrieben wurde.
Die überwiegende Anzahl der Beter stammt heute aus dem Gebiet der früheren Sowjetunion. Die Synagoge Rykestraße gilt als liberal-konservativ.
Aktuell dient der Gemeinde als Rabbiner:
- Boris Ronis (Stand: 2023)[5]